# Colectividad territorial única

Colectividades territoriales únicas.
Proyectos rechazados.
Caso sui generis, Alsacia.

En Francia, una colectividad territorial única (en francés collectivité territoriale unique) es una forma de colectividad territorial en el seno de la cual solo existe una asamblea que ejerce las competencias antaño atribuidas a la región y el departamento.
En 2019, cuatro colectividades territoriales únicas existen: Mayotte desde 2011, la Guayana Francesa y Martinica desde 2016 y por último Córcega desde 2018.
Dos órganos rigen la vida política de Martinica y Córcega: una asamblea representativa viene acompañada de un Consejo ejecutivo, resultando así separados los dos poderes.

## Lista de colectividades territoriales únicas
Después de las elecciones regionales francesas de 2015, existen tres colectividades territoriales únicas. Una cuarta, Córcega, alcanzó este estatus en 2018.
| Colectividad    | Fundación               | Ley de creación                                                                  | Legislativo                             | Ejecutivo                      |
| --------------- | ----------------------- | -------------------------------------------------------------------------------- | --------------------------------------- | ------------------------------ |
| Mayotte         | 31 de marzo de 2011     | Loi organique n° 2010-1486 du 7 décembre 2010 relative au Département de Mayotte | Consejo departamental de Mayotte        | Presidente del consejo         |
| Guyana francesa | 18 de diciembre de 2015 | Loi organique n° 2011-883 du 27 juillet 2011                                     | Asamblea de Guyana.                     | Presidente de la asamblea      |
| Martinica       | 18 de diciembre de 2015 | Loi organique n° 2011-883 du 27 juillet 2011                                     | Asamblea de Martinica                   | Consejo Ejecutivo de Martinica |
| Córcega         | 1 de enero de 2018      | Article 30 de la loi n° 2015-991 du 7 août 2015                                  | Asamblea de Córcega                     | Consejo Ejecutivo de Córcega   |
| Alsacia         | 1 de enero de 2021      | Loi no 2019-816 du 2 août 2019                                                   | Concejo Colectividad Europea de Alsacia | Presidente regional            |

## Futuras Colectividades
El 29 de octubre de 2018, después de varios meses de discusiones, él  Primer Ministro y la  Ministra de Cohesión Territorial y Relaciones con las Autoridades Locales, anunciaron un proyecto de creación de una "comunidad europea de Alsacia" que reuniría a los dos departamentos alsacianos y dotaría de ciertas habilidades específicas, sin dejar de ser parte del Gran Este.